# Берр (Небраска)
Берр (англ. Burr) — селище (англ. village) в США, в окрузі Ото штату Небраска. Населення — 52 особи (2020).

## Географія
Берр розташований за координатами 40°32′9″ пн. ш. 96°17′59″ зх. д. / 40.53583° пн. ш. 96.29972° зх. д. (40.535947, -96.299775).  За даними Бюро перепису населення США в 2010 році селище мало площу 0,22 км², уся площа — суходіл.

## Демографія
Згідно з переписом 2010 року, у селищі мешкало 57 осіб у 30 домогосподарствах у складі 16 родин. Густота населення становила 257 осіб/км².  Було 40 помешкань (180/км²).
Расовий склад населення:
| - 100,0 % — білих |

До двох чи більше рас належало 0,0 %. Частка іспаномовних становила 0,0 % від усіх жителів.
За віковим діапазоном населення розподілялося таким чином: 15,8 % — особи молодші 18 років, 61,4 % — особи у віці 18—64 років, 22,8 % — особи у віці 65 років та старші. Медіана віку мешканця становила 51,3 року. На 100 осіб жіночої статі у селищі припадало 90,0 чоловіків;  на 100 жінок у віці від 18 років та старших — 84,6 чоловіків також старших 18 років.
Середній дохід на одне домашнє господарство  становив 44 659 доларів США (медіана — 41 563), а середній дохід на одну сім'ю — 52 663 долари (медіана — 47 500). Медіана доходів становила 47 500 доларів для чоловіків та 31 667 доларів для жінок. За межею бідності перебувало 7,4 % осіб, у тому числі 0,0 % дітей у віці до 18 років та 33,3 % осіб у віці 65 років та старших.
Цивільне працевлаштоване населення становило 15 осіб. Основні галузі зайнятості: транспорт — 20,0 %, оптова торгівля — 20,0 %, роздрібна торгівля — 13,3 %, науковці, спеціалісти, менеджери — 13,3 %.